# Linnhoff Schiffahrt
Die Linnhoff Schiffahrt betätigt sich mit ihren Tochterunternehmen in der Schifffahrt und bietet Dienstleistungen in der Meerestechnik und im Lotsbetrieb an.

## Tochtergesellschaften

### Unterweser Industries GmbH, Buxtehude
Die Unterweser Industries GmbH gehört seit 2001 zur Linnhoff-Schifffahrt-Gruppe. Sie wurde 1951 als eigenständige Reparaturabteilung der Unterweser Reederei gegründet, bestand jedoch ursprünglich als reedereieigene Werkstatt seit 1896. Heute plant, projektiert und installiert Uwind in den Bereichen Stahl- und Maschinenbau sowie Elektrotechnik Offshore-Anlagen. Hierzu gehört auch die Inbetriebnahme. Am 4. Januar 2017 wurde der Firmensitz von Bremerhaven nach Buxtehude verlegt.

### Nautilus Marine Service GmbH, Buxtehude
Die Linnhoff-Tochterfirma Nautilus Marine Service betätigt sich im Bereich der Meeresforschung und Meerestechnik und entwickelt und fertigt Auftriebskörper sowie komplexe Messsysteme. Ein weiterer Schwerpunkt besteht in dem Vertrieb, der Wartung und dem Service der maritimen Sicherheitstechnik sowie der Personalschulung in diesem Bereich.

### HMB Lintec Marine GmbH, Buxtehude
Die HMB Lintec Marine GmbH wurde 1983 gegründet und ist ein Spezialhersteller und Serviceunternehmen für elektrische und hydraulische Hebe- und Verladesysteme.

### RF Forschungsschiffahrt GmbH, Buxtehude
Die RF Forschungsschiffahrt GmbH wurde 1975 gegründet und ist in der Forschungsschifffahrt tätig. 2001 übernahm die Linnhoff Schiffahrt die RF Forschungsschiffahrt GmbH.

## Ehemalige Tochtergesellschaften

### Unterweser Reederei GmbH (URAG), Bremen

#### URAG Unterweser Reederei

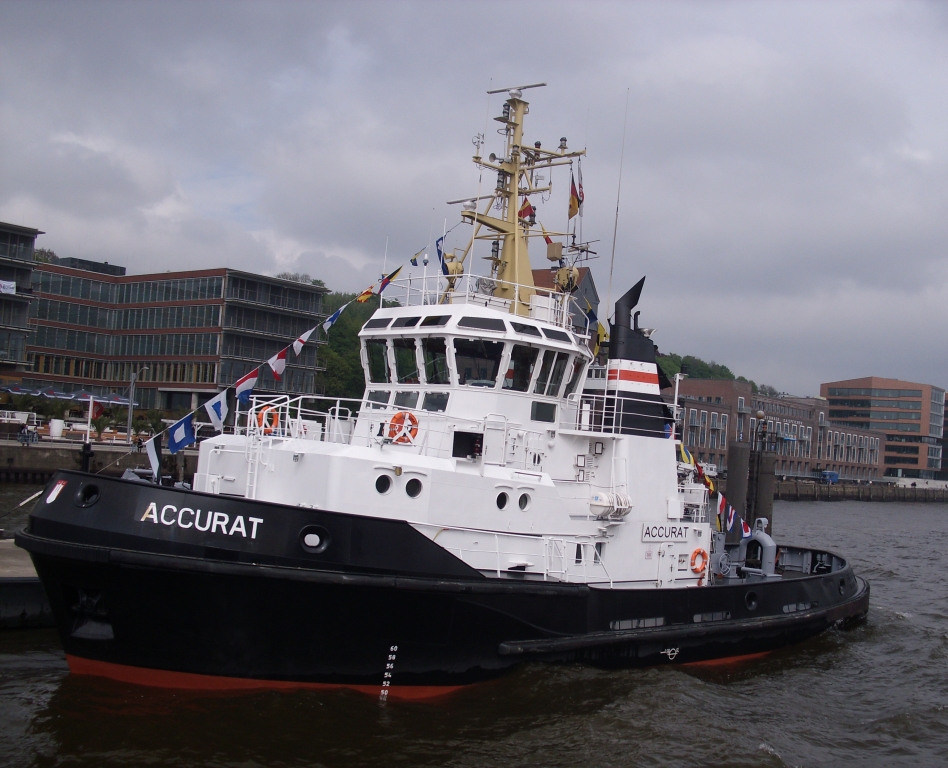
Der Hamburger Schlepper Accurat von Lütgens & Reimers

1890 wurde die URAG unter dem Namen Schleppschifffahrtsgesellschaft Unterweser (SGUW) von Bremer Kaufleuten gegründet. Mit dem Erwerb von Frachtern wurde auch die Frachtschifffahrt betrieben. Nach dem Ersten Weltkrieg kaufte die Metallgesellschaft erste Aktien der SGUW und besaß 1920 die Aktienmehrheit, die 1989 auf die Lehnkering Montan Transport AG (heute VTG-Lehnkering AG) übertragen wurde. Die VTG-Lehnkering wurde 1999 innerhalb des Preussag-Konzerns an die Hapag-Lloyd AG angegliedert. 2001 übernahm die Linnhoff Schiffahrt die URAG.

#### Lütgens & Reimers GmbH & Co, Hamburg
Lütgens & Reimers (L&R) ist eine Tochterfirma der Unterweser Reederei. Seit 175 Jahren ist Lütgens & Reimers im Hamburger Hafen und auf den Hamburger Flüssen Elbe und Alster schwerpunktmäßig in der Schleppschifffahrt und als Festmacherbetrieb aktiv.
2016/2017 verkaufte Linnhoff Schiffahrt ihre Schlepperreedereien URAG und Lütgens & Reimers (L&R) an das spanische Schifffahrtsunternehmen Boluda Corporación Marítima, das bereits über eine Flotte von über 200 Schleppern verfügt, die in Häfen in Spanien, Frankreich, Nordafrika und Lateinamerika operieren. Zur Verwaltung der beiden Schleppreedereien in Deutschland wurde die neue Gesellschaft Boluda Deutschland in Bremen gegründet.

### Friking GmbH, Norden
Die Friking GmbH entstand durch den Zusammenschluss der AG Reederei Norden-Frisia mit der Wiking Helikopter Service und betätigt sich auf den Feldern Lotsenversetzdienst und Versorgung der Offshore-Windparks. Seit 2001 gehört Friking zur Linnhoff-Schiffahrt-Gruppe. Am 4. April 2018 wurde die Friking GmbH nach Beendigung der Liquidation aus dem Handelsregister gelöscht.
Die AG Reederei Norden-Frisia wurde 1871 gegründet und bedient die Inseln Norderney und Juist vom Hafen Norddeich aus mit eigenen Fähr- und Frachtschiffen. Die Reederei gilt mit rund 2 Millionen Passagierbeförderungen und rund 200.000 Kfz-Beförderungen als größtes Fährunternehmen an der deutschen Nordseeküste.

### Lotsbetrieb GmbH Mecklenburg-Vorpommern, Rostock-Warnemünde
Der 1995 gegründete Lotsbetrieb GmbH Mecklenburg-Vorpommern gehörte mit Lotsenbooten und Lotsen bis 1990 zum VEB Bagger,- Bugsier- und Bergungsreederei Rostock. 1990 wurde für die Lotsen eine selbstständige Lotsenbrüderschaft Wismar-Rostock-Stralsund als Körperschaft des öffentlichen Rechts (Deutschland) gegründet. Der Lotsenversetzdienst erfolgte weiterhin mit den Versetzbooten der Bagger,- Bugsier- und Bergungsreederei. 1995 wurde der Lotsbetrieb GmbH Mecklenburg-Vorpommern gegründet, als Versetzboote dienen seitdem speziell für diesen Dienst entwickelte Halbgleiter, von denen fünf Stück im Einsatz sind. Dieser Betrieb gilt als erster deutscher privater Lotsenversetzdienst und ist für die Lotsenversetzung im gesamten Küstenbereich Mecklenburg-Vorpommerns zuständig. Dazu gehören die Stationen Timmendorf/Poel, Rostock-Warnemünde, Barhöft und Freest. Ab Februar 2012 hat die Lotsbetrieb GmbH auch den Lotsenbetrieb auf der Jade übernommen.
Mit Wirkung zum 31. Dezember 2016 wurde das Unternehmen verkauft.

### Wiking Helikopter Service GmbH, Sande-Mariensiel
Wiking Helikopter Service wurde im Jahr 1975 als Unterstützung für die Seelotsenversetzung bei schlechtem Wetter vom Preussag-Tochterunternehmen VTG Vereinigte Tanklager und Transportmittel GmbH, Hamburg, und der norwegischen Helikopter Service A.S., Oslo, gegründet. Heute ist dieses Unternehmen vorwiegend im Offshore-Bereich tätig. Es werden Offshore-Forschungsplattformen und in der Offshoretechnik tätige Öl- und Gasfirmen in Nord- und Ostsee mit Personal und Material versorgt. Ein weiteres Standbein ist die Ausbildung von Luftlande-Rettungskräften, Rettungseinsätze auf See sowie der Einsatz für das deutsche Havariekommando und die Arbeitsgemeinschaft Küstenschutz bei Schiffshavarien. 2001 übernahm die Linnhoff Schiffahrt die Wiking Helikopter Service GmbH. Seit dem 14. August 2017 hat Wiking einen neuen Alleingesellschafter mit der KAAN Air INTERNATIONAL AG mit Sitz in Zürich in der Schweiz. Die KAAN Air INTERNATIONAL AG ist eine Tochtergesellschaft der türkischen Kaan Havacılık Sanayi ve Ticaret A.Ş (Markenname KAAN AIR), die wiederum eine Tochtergesellschaft der BAŞARI HOLDİNG ist.